# Río Conumo
El río Conumo es un curso natural de agua que nace en la cordillera de Nahuelbuta y desemboca en el río Carampangue.

## Trayecto
El río nace de la confluencia del río Lía y del río Pichilo. Fluye con dirección general poniente hasta desembocar en el río Carampangue.

## Historia
Luis Risopatrón lo describe en su Diccionario Jeográfico de Chile (1924):
Conumo (Rio) 37° 16' 73° 13’. Nace en las faldas W de la parte N de la cordillera de Nahuelbuta, corre hacia el W entre riberas lijeramente quebradas i de bastante arbolado, pasa a corta distancia al S de la villa de Carampangue i se vácia en la márjen E de la sección inferior del rio de este nombre, hacia el E del pueblo de Arauco; la línea del ferrocarril a Curanilahue, lo cruza por un viaducto de 300 m de largo. 62, I, p. 122; 86, p. 168; 155, p. 177; i 156; i estero Comuno error tipográfico en 63, p. 413.